# Jabłonica Polska
Jabłonica Polska is een plaats in het Poolse district  Brzozowski, woiwodschap Subkarpaten. De plaats maakt deel uit van de gemeente Haczów en telt 1076 inwoners.